# HD 59380
HD 59380，又名BD-07 1996，SAO 134742、HR 2866，是一颗恒星，视星等为5.86，位于銀經224.02，銀緯4.91，其B1900.0坐标为赤經7h 24m 34.1s，赤緯-7° 4.91′ 54″。